# Leon Petrażycki

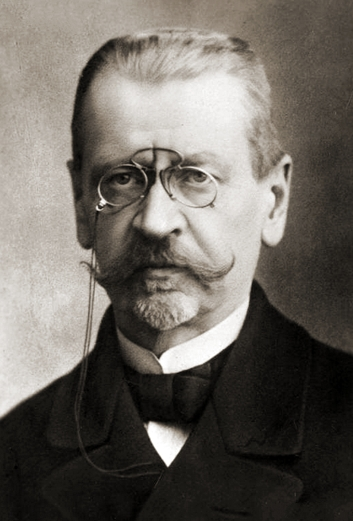
Leon Petrazycki

Leon Petrażycki (Лев Иосифович Петражицкий; * 13. April 1867; † 15. Mai 1931) war ein polnischer Philosoph, Jurist und Soziologe. Er gilt als der Begründer der Rechtssoziologie Osteuropas.

## Leben
Leon Petrażycki wurde in der Region Witebsk im Russischen Kaiserreich in den polnischen Adel geboren. Er schloss sein Studium an der Universität Kiew im Jahr 1890 ab, verbrachte mit einem Stipendium zwei Jahre in Berlin und promovierte 1896 an der Universität St. Petersburg. Dort lehrte er von 1897 bis 1917 als Professor für Rechtsphilosophie.
Im Jahr 1906 wurde Petrażycki als Mitglied der Konstitutionelle Demokraten in die Erste Duma gewählt. Als die Legislative schon nach zwei Monaten aufgelöst wurde, unterzeichnete er aus Protest das Wyborger Manifest. Dafür wurde er im Wyborg-Prozess zu einer 3-monatigen Haftstrafe verurteilt. Petrażycki wurde 1917 an den Obersten Gerichtshof Russlands berufen, musste aber nach der Oktoberrevolution das Land verlassen. Er fand in Polen eine neue Heimat und wurde im Jahr 1919 der erste Professor für Soziologie an der Universität Warschau. Im Jahr 1931 beging Petrażycki Selbstmord.